# Zoë Porphyrogenita
Zoë (tiếng Hy Lạp: Ζωή, Zōē nghĩa là "sinh mệnh") (k. 978 – Tháng 6, 1050) là Nữ hoàng Đông La Mã thuộc nhà Makedonia trị vì cùng với em gái Theodora từ ngày 19 tháng 4 đến 11 tháng 6 năm 1042. Bà còn được tôn phò làm Hoàng hậu với một loạt hoàng đế bắt đầu từ Romanos III năm 1028 cho đến lúc qua đời vào năm 1050 khi kết hôn với Konstantinos IX.

## Thiếu thời: khoảng 978 – 1028
Zoë là một trong số ít nữ hoàng Đông La Mã trở thành Porphyrogenita, hay "sinh ra trong màu áo tía" (có nghĩa là, sinh ra đã đủ tư cách làm hoàng đế). Bà là con gái thứ hai của Konstantinos VIII và Hoàng hậu Helena. Cha bà trở thành đồng hoàng đế vào năm 962 và hoàng đế duy nhất vào năm 1025. Thời kỳ hoàng đế độc tôn của ông chỉ kéo dài chưa đầy ba năm từ ngày 15 tháng 12 năm 1025 đến ngày 15 tháng 11 năm 1028.
Với thân phận công chúa bà được coi là ứng cử viên sáng giá để trở thành vợ Hoàng đế La Mã Thần thánh Otto III vào năm 996. Năm 1001, một đoàn sứ thần do Tổng giám mục Milan là Arnulf dẫn đầu đảm nhận việc tuyển chọn một trong ba cô con gái của Konstantinos gả cho Otto. Vì chị cả Eudocia bị chứng đậu mùa làm biến dạng khuôn mặt, còn em út Theodora dung mạo rất đỗi tầm thường, Arnulf đã quyết định chọn Zoë mới 23 tuổi đẹp người đẹp nết được sự đồng ý của Basileios II. Tháng Giêng năm 1002, bà đi cùng Arnulf trở lại đất Ý, họ vừa cập bến thành Bari thì hay tin Otto III đã qua đời nên đành quay về nhà. Một cơ hội khác lóe lên vào năm 1028 khi đoàn sứ thần Đế quốc La Mã Thần thánh đặt chân đến Constantinopolis thỉnh cầu hôn ước. Konstantinos VIII và Zoë lúc này đang độ tuổi trung niên liền cự tuyệt lời đề nghị khi họ phát hiện chú rể tương lai Heinrich, con của Konrad II chỉ mới lên mười.
Lo sợ trước viễn cảnh kết thân với những dòng tộc khác. Basileios II đã cấm cháu gái mình lấy bất kỳ ai thuộc giới quý tộc Đông La Mã cho đến cuối đời. Do đó, Zoë phải sống thầm lặng trong chốn khuê phòng gynaeceum tới lúc tình hình thay đổi đã đẩy bà vào trọng tâm của những cuộc tranh đấu cung đình. Chú rể tiềm năng đầu tiên mà Zoë nhắm đến chính là nhà quý tộc lẫy lừng Konstantinos Dalassenos, cựu dux (công tước) thành Antiochia. Về sau bà bỏ Dalassenos đổi sang cặp với Romanos III Argyros, đô trưởng thành Constantinopolis. Dù là anh em họ thứ ba, cả hai vẫn cử hành hôn lễ vào ngày 10 tháng 11 năm 1028 tại giáo đường trong cung và đến ngày 12 tháng 11 thì ung dung trên ngôi vị hoàng đế.

## Từ Romanos III tới Mikhael V: 1028–1042
Trải qua những năm tháng cô đơn và buồn chán trong góc phòng cùng cô em gái, Zoë đã tỏ thái độ khinh bỉ Theodora. Zoë không bao giờ tha thứ cho Theodora vì đó là sự lựa chọn đầu tiên mà phụ hoàng muốn gả cho Romanos, do vậy bà đã thuyết phục Romanos bổ nhiệm thuộc hạ của mình làm đội trưởng lính canh nhằm theo dõi nhất cử nhất động của cô em gái. Ngay sau đó, Theodora bị triều đình buộc tội có ý đồ tiếm vị, lần đầu tiên là với Presian xứ Bulgaria, sau tới lượt Konstantinos Diogenes, Quan chấp chính thành Sirmium vào năm 1031. Theodora bị chị mình tố cáo là một phần tử có mưu đồ phản nghịch và chịu lệnh quản thúc trong tu viện Petrion. Zoë đã đến thăm và bắt Theodora phải tiếp nhận Chức Thánh. Nữ hoàng như bị ám ảnh bởi việc sinh con đẻ cái để có người nối dõi nhà Makedonia. Gần như ngay lập tức sau khi kết hôn với Romanos, Zoë đương độ tuổi năm mươi đã cố gắng hết sức để mang thai. Bà ráng dùng những loại bùa chú và thuốc thang quý giá nhưng vô hiệu. Việc thụ thai thất bại khiến tình cảm vợ chồng dần phai nhạt và chuyện chăn gối ngày càng thưa thớt. Dần dà Zoë nảy sinh ác cảm với Romanos vì việc ít quan tâm và hạn chế tới thăm mình, dù hoàng đế đã bỏ qua mọi chuyện khác. Cuối cùng vào năm 1033, Zoë bỗng nhiên say mê đắm đuối cận thần của Romanos là Mikhael. Bà đem khoe người yêu của mình một cách công khai trước bàn dân thiên hạ và bàn chuyện lập ông làm hoàng đế. Nghe được tin đồn, Romanos tỏ ra sốt sắng và sai người gọi Mikhael tới đối chất, nhưng ông đã phủ nhận ngay lập tức.
Ngày 11 tháng 4 năm 1034, Romanos III được mọi người phát hiện chết trong phòng tắm của mình. Những lời đồn đại rằng chính đôi tình nhân đã quyết định sử dụng một chất độc chậm để giết chết hoàng đế mau chóng lan khắp. Tuy nhiên, vì bực bội về sự phát tán chậm chạp của loại độc này mà Mikhael đã sai người bóp cổ hoặc dìm chết Romanos. Ngày Romanos III qua đời cũng chính là lúc Zoë và Mikhael tổ chức hôn lễ long trọng, ông lên ngôi hiệu là Mikhael IV cho đến khi mất năm 1041. Zoë rất mực tin tưởng rằng Mikhael đích thực là một người chồng tận tụy hơn hẳn Romanos và đó là một sai lầm tai hại. Mikhael IV chỉ quan tâm đến Zoë hệt như cách đối xử của bà với Romanos, chính vì lẽ đó mà ông cấm bà can dự chính sự và trao toàn bộ quyền hành vào tay hoàng đế Ioannes. Zoë bị hạn chế đi lại trong một khuê phòng nhỏ gọi là gynaeceum và bị canh giữ dưới sự giám sát nghiêm ngặt, trong khi Mikhael thì ngày càng ít đến thăm. Tuy vậy, vị hoàng hậu lòng đầy bất mãn không cam tâm chịu thua đã bày mưu tính kế hãm hại Ioannes vào năm 1037 hoặc 1038 nhưng vô hiệu.
Đến năm 1041, thấy rõ là Mikhael IV sắp sửa qua đời, Ioannes Orphanotrophos vì nóng lòng muốn đảm bảo quyền lực vẫn nằm trong tay mình đã ép Zoë phải nhận nuôi Mikhael V, con của em gái Mikhael IV. Ngày 10 tháng 12 năm 1041 Mikhael IV đã từ chối gặp mặt vợ mình lần cuối trước giây phút lâm chung và Mikhael V lên ngôi hoàng đế. Dù hứa là sẽ tôn trọng Zoë, ông kịp thời tống bà đến một tu viện trên đảo Principus (thuộc quần đảo Hoàng Tử) với tội danh mưu sát vua. Cách đối xử của người thừa kế hợp pháp vương triều Makedonia đã gây ra một cuộc bạo động của dân chúng ở kinh thành Constantinopolis. Vào ngày 19 tháng 4 năm 1042, nhân dân kinh đô đã truất ngôi Mikhael V qua sự kích động của Zoë và Theodora. Vị phế đế tuyệt vọng giữ lại ngai vàng của mình, lúc đầu ông vội sai người đưa Zoë từ đảo Hoàng Tử ra diện kiến thần dân, nhưng lời yêu cầu để ông tiếp tục cai trị cùng bà đã bị từ chối. Những thành viên chủ chốt trong triều nghị bàn về việc Zoë cần có một người đồng cai trị và họ quyết định chọn Theodora. Một phái đoàn do patrikios Konstantinos Cabasilas dẫn đầu đã tới tu viện ở Petrion để thuyết phục Theodora trở thành đồng nữ hoàng cùng với chị gái của mình. Tại một cuộc họp ở Nhà thờ Hagia Sophia, quần thần hộ tống Theodora đang nổi cơn thịnh nộ rời khỏi Petrion và đưa lên ngôi Nữ hoàng cùng với Zoë. Sau buổi lễ đăng quang của Theodora, đám đông xông vào cung điện, buộc Mikhael V phải thay đổi y phục trốn sang một tu viện lánh nạn.

## Phụ chính cùng Theodora và Konstantinos IX: 1042–1050

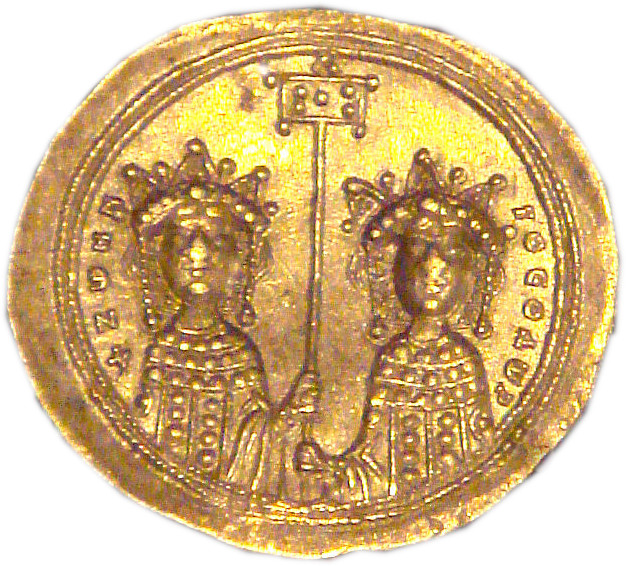
Đồng xu histamenon của Zoë và Theodora, 1042.

Zoë lập tức lên nắm quyền và ép Theodora quay trở lại tu viện, nhưng cả Viện Nguyên lão và dân chúng đều lên tiếng đòi hai người nên đồng trị vì. Hành động đầu tiên của Theodora trong cương vị mới là kêu gọi chị mình không nên thỏa thuận với Mikhael V. Zoë quá yếu đuối và dễ bị thao túng muốn tha thứ và trả tự do cho Mikhael trái lại Theodora thì cương nghị và cứng rắn. Lúc đầu bà đảm bảo tính mạng của Mikhael sẽ được an toàn trước khi ra lệnh chọc mù mắt và đẩy ông vào tu viện làm tu sĩ suốt phần đời còn lại. Khi đã giải quyết xong chuyện Mikhael V, Theodora từ chối rời khỏi Nhà thờ Hagia Sophia cho đến khi nhận được tin từ Zoë, 24 giờ sau Theodora làm lễ đăng quang. Trên danh nghĩa, Theodora chỉ là Nữ hoàng có thứ bậc thấp hơn chị mình nên ngôi vị của bà còn phải phụ thuộc vào Zoë mỗi lần thiết triều. Cả hai chị em về sau đều nắm quyền bính của đế quốc, tập trung kiềm chế việc buôn bán chức tước và thực thi công lý. Dù Mikhael Psellos coi thời kỳ chấp chính của hai nữ hoàng là một thất bại hoàn toàn, sử gia Ioannes Skylitzes trái lại cho rằng họ rất tận tâm trong việc chấn chỉnh sự lạm quyền từ các đời vua trước.
Mặc dù Theodora và Zoë xuất hiện cùng nhau tại các cuộc họp của Viện Nguyên lão hay khi tiếp kiến quần thần, điều này chứng tỏ rằng triều đại đồng trị vì của họ không kéo dài được bao lâu. Zoë vẫn còn ghen ghét đố kị với Theodora và chẳng màng gì đến chính sự, nhưng bà không cho phép Theodora độc chiếm quyền hành. Triều đình sớm phân chia bè phái với những thế lực ngầm hình thành sau lưng mỗi người. Sau hai tháng mâu thuẫn dâng lên, Zoë quyết định tìm kiếm một người chồng mới—là lần thứ ba và cũng là lần cuối cùng bà được phép dựa theo các quy định của Giáo hội Chính Thống giáo—như vậy không cho Theodora có cơ hội gia tăng ảnh hưởng, bắt nguồn từ tài năng trị quốc bẩm sinh của mình. Nữ hoàng ra sức chiều chuộng Konstantinos Dalassenos mà tiên đế từng có ý định gả cho bà vào năm 1028, nhưng sau khi ông ta tỏ vẻ coi thường nữ hoàng thì bà gạt bỏ ngay lập tức. Lựa chọn tiếp theo của nữ hoàng là kết hôn với Konstantinos Atroklines, một đại thần mà mọi người hay đồn đại là từng dan díu dưới thời Romanos III. Ông qua đời vài ngày trước khi đám cưới diễn ra trong hoàn cảnh bí ẩn, có thể do chính bà vợ cũ đầu độc. Zoë sau đó quay sang nhớ nhung người tình cũ đẹp trai và tao nhã Konstantinos Monomachos. Cặp đôi đã kết hôn vào ngày 11 tháng 6 năm 1042, mà không có sự tham dự của Thượng phụ Alexios I thành Constantinopolis, vốn cực lực phản đối việc cử hành hôn lễ lần thứ ba (đối với cả hai vợ chồng). Ngày hôm sau Konstantinos chính thức lên ngôi hoàng đế cùng với Zoë và Theodora phụ chính.
Trái với những gì Zoë mong đợi từ khi Konstantinos quyết định mang theo ý chung nhân Maria Skleraina. Không hài lòng bằng việc nhập cung, ông khăng khăng đòi được phép công khai mối tình của mình và trao cho Skleraina một chút danh phận chính thức. Điều đáng ngạc nhiên ở chỗ Zoë lúc này đã 64 tuổi không phản đối chung chăn gối và vị thế với Skleraina. Hai nữ hoàng đã ban cho Skleraina tước hiệu sebaste và địa vị của cô chỉ đứng sau Zoë và Theodora, được gọi là despoina, tình nhân hay nữ hoàng, giống như họ và chỉ xếp thứ yếu trong những buổi rước kiệu và nghi lễ chính thức. Thế nhưng, ân sủng nồng hậu dành cho tình nhân của Konstantinos IX đã gây nên tiếng xấu trong mắt dư luận, và cuối cùng bắt đầu lan truyền những tin đồn rằng Skleraina đang định mưu sát Zoë và Theodora. Điều này đã khiến cư dân thành Constantinopolis phẫn nộ và dấy loạn vào năm 1044, gây nguy hại thực sự đến tính mạng của Konstantinos đang tham dự một đám rước tôn giáo dọc theo đường phố Constantinopolis. Đám đông chỉ dịu lại chỉ khi Zoë và Theodora xuất hiện trên ban công cung điện, trấn an thần dân rằng họ chưa gặp bất kỳ nguy cơ ám sát nào cả.
Dưới thời kỳ trị vì của Konstantinos, Zoë sẵn sàng giao lại việc quân quốc đại sự cho chồng mình. Kể từ đó, nữ hoàng chỉ chuyên tâm vào những sở thích riêng tư mà chẳng màng gì đến chính sự, và căn phòng của bà trong cung luôn chất đống nào những chậu và chảo đun sôi để sản xuất thuốc mỡ và nước hoa. Zoë kết hôn lần đầu khi đã năm mươi tuổi và tiếp tục thành gia lập thất hai lần nữa bất chấp tuổi tác ngày càng cao. Trớ trêu thay, người chồng tài năng nhất của bà lại là một trong những người ít được chuẩn bị cho ngôi vị hoàng đế, Mikhael IV. Người ta nói rằng bà sở hữu sắc đẹp chim sa cá lặn, và Mikhael Psellos trong bộ sử Chronographia có nhận xét rằng "từng phần trong cơ thể bà đều tráng kiện và ở vào tình trạng tốt." Bà nhận thức được vẻ đẹp kiều diễm của mình và ý muốn gìn giữ và sử dụng càng lâu càng tốt. Với sự khéo léo điển hình của phụ nữ Đông La Mã, nữ hoàng có rất nhiều căn trong buồng phòng được đổi thành nơi thí nghiệm việc bào chế những loại thuốc mỡ bí mật, và bà có thể giữ khuôn mặt của mình sạch bóng các nếp nhăn cho đến sáu mươi tuổi. Ít lâu sau nữ hoàng qua đời vì tuổi già sức yếu vào tháng 6 năm 1050.

### Tư liệu chính
Mikhael Psellos, Chronographia.

### Tư liệu phụ
- Kazhdan, Alexander, biên tập (1991), Oxford Dictionary of Byzantium, Oxford University Press, ISBN 978-0-19-504652-6
- Norwich, John Julius. (1993), Byzantium: The Apogee, Penguin, ISBN 0-14-011448-3
- Canduci, Alexander. (2010), Triumph & Tragedy: The Rise and Fall of Rome's Immortal Emperors, Pier 9, ISBN 978-1-74196-598-8
- Garland, Lynda. "Zoe Porphyrogenita (wife of Romanus III, Constantine IX, and Michael IV)", De Imperatoribus Romanis (2006)
- Treadgold, Warren. A History of the Byzantine State and Society (Stanford University Press, 1997) ISBN 0-8047-2630-2
- Finlay, George. History of the Byzantine Empire from 716 – 1057, William Blackwood & Sons, 1853